# Ilse-Marie Hajary
Ilse-Marie (Immeke) Hajary (Paramaribo, 4 mei 1944 - aldaar, 31 augustus 1994) was een Surinaams danseres, dansdocent en choreografe. Geïnspireerd door Katherine Dunham ontwikkelde zij een Surinaamse dansstijl, de dogla-stijl, waarin ze Afro-Caraïbische en Hindoestaanse dansen en jazzballet verwerkte.

## Biografie

### Kinderjaren
Ze was enig kind, en dochter van danseres en actrice Toetie Hajary (1923-1990). Haar ouders gingen kort na haar geboorte uit elkaar. Sindsdien droeg zij de achternaam van haar moeder en groeide ze grotendeels op bij haar grootouders. Haar moeder was bedreven in Indiase dans en speelde bij het toneelgezelschap van Theater Thalia. Bij haar grootouders werd vaak gefeest en gekostumeerde danspartijen gehouden. Haar tantes hadden beide het conservatorium van Amsterdam gevolgd en speelden er vaak piano.

### Opleiding en carrièrestart in Nederland
Nadat haar grootvader overleed, verhuisde ze begin jaren 1960 met haar grootmoeder naar Bennebroek in Nederland. Na de middelbare meisjesschool ging ze met een Sticusa-beurs naar de Nel Roos Balletacademie, waar ze zich schoolde in klassieke, Spaanse, Javaanse en Indiase dansen. Ze trad op in Spanje, Scandinavië, Duitsland, Frankrijk en Saint Lucia en in de shows van Frank Govers en de Amerikaanse trendsetter Felix White. Vervolgens danste ze in de Nederlandse musicals Hair en Oh! Calcutta!

### Terug in Suriname
Ze keerde terug naar Suriname in 1973. Ze leerde dat jaar haar partner kennen, met wie ze een zoon kreeg en samen was tot 1984. Ze gaf les in vrije expressie op de kweekschool en in het middelbaar onderwijs, en in bewegingslessen aan de acteurs van het Doe-theater van Thea Doelwijt en Henk Tjon. In dit theater speelde ze zelf ook in verschillende voorstellingen. Medio jaren 1970 richtte ze een eigen balletschool op met les in klassieke westerse dans en toevoegingen uit Surinaamse danstechnieken, ritmes en verhaalelementen en technieken uit jazzballet en Javaanse en Indiase dansen.
Sinds de oprichting in 1977 was ze betrokken bij het Nationaal Ballet Suriname (NBS). Ze trad ook op en maakte met vijf balletdocenten meerdere voorstellingen, tot ze in 1983 als enige van de oprichters was overgebleven en verderging als artistiek directeur van het gezelschap.

### Dogla-stijl
Ze experimenteerde met de winticultuur, die tot in de jaren 1970 nog als afgoderij bij wet was verboden in Suriname. Ook trad ze buiten de paden door met blote voeten op te treden en voorstellingen te geven met livemuziek. Ze maakte choreografieën op Surinaamse poëzie, zoals van R. Dobru, en op negrospirituals. Door jazzballet te vermengen met Afro-bewegingen en -ritmes en Indiase handen-, voeten- en hoofdbewegingen, ontwikkelde ze uiteindelijk haar eigen dogla-stijl (dogla verwijst naar Surinamers van zowel Hindoestaanse als Afro-Caraïbische afkomst). Een groot voorbeeld voor Hajary om verschillende dansculturen te vermengen vormde Katherine Dunham.
Ze introduceerde de stijl in 1985 bij het NBS, zowel verwerkt in een voorstelling als in de jaren erna als warming-up voor de dansers van het NBS. Ze trad met het Ballet op in theaters, op tournee door het binnenland, waar ook verfilmingen van gemaakt zijn, en in het buitenland zoals in Cuba, Jamaica, Puerto Rico, Trinidad en Tobago, Guyana, Panama en de Nederlandse Antillen. In 1992 was ze op Aruba voor de begeleiding van verschillende balletpedagogen waaruit een optreden voorkwam die op de Arubaanse en Surinaamse televisie werd uitgezonden.

### Laatste jaren
Als pionier ondervond ze ook kritiek op haar stijl, weinig medewerking en vaak onbegrip voor haar creatieve ideeën. Door de economische teruggang was er begin jaren 1990 daarbij een tekort aan budgetten voor de kunstwereld. Mede vanuit deze situatie maakte ze op 31 augustus 1994 een definitieve levenskeuze, door niet meer verder te willen leven. Ilse-Marie Hajary is vijftig jaar oud geworden.
Haar dansschool hield op te bestaan, maar niet haar dogla-stijl. Belangrijk in de voortzetting ervan was haar leerling Jules Brewster, die het opnam in zijn voorstellingen en lessen. Maikel Austen voerde met ArtLab Suriname een dansvoorstelling op in de dogla-stijl, die als postuum eerbetoon aan Hajary werd opgedragen. In 2022 werd ze geëerd met een plaats op de Iconenkalender van NAKS.

## Choreografieën
Hajary maakte de volgende choreografieën:
- 1982: Primitive moods
- 1985: Kaseko
- 1985: Dogla
- 1986: Vredesdans
- 1986: Wan so fri, ook tv-film
- 1986: Da tori fu Judas, videofilm
- 1988: Jaw en Balinia
- 1989: Mandela-dobru